# Брукс, Филлипс
Филлипс Брукс  (англ. Phillips Brooks; 1835—1893) — американский епископальный священник.

## Биография
Родился 13 декабря 1835 года в Бостоне, штат Массачусетс. Отец — William Gray Brooks, мать — Mary Ann Phillips, в семье было пять братьев.
Первоначально учился в Boston Latin School, в 1855 году, в возрасте двадцати лет, закончил Гарвардский университет, в котором был избран в A.D. Club. Некоторое время работал школьным учителем в Boston Latin School. В 1856 году Брукс начал учиться в семинарии Virginia Theological Seminary в городе Александрия, штат Виргиния, для рукоположения в Епископальной церкви. Обучаясь в семинарии, одновременно проповедовал в  Sharon Chapel (ныне All Saints Episcopal Church) в близлежащем округе Фэрфакс.
В 1859 году Филлипс Брукс окончил Виргинскую семинарию и был рукоположен в сан диакона епископом штата Виргиния William Meade. Затем стал настоятелем церкви Church of the Advent в Филадельфии. В 1860 году он был рукоположен в сан священника, а в 1862 году стал настоятелем церкви Святой Троицы (англ. Church of the Holy Trinity) в Филадельфии, где служил семь лет, заслужив уважение среди прихожан как проповедник и патриот. Во время Гражданской войны в США он поддерживал северян и выступал против рабства. 
В 1869 году Брукс стал настоятелем Церкви Троицы в Бостоне, в которой сегодня находится статуя в его честь. Во время его работы в Церкви Троицы Брукс сделал многое для её преображения, проведя существенную реконструкцию здания и интерьера, для чего были привлечены архитектор Генри Ричардсон, художник-монументалист и декоратор Джон Ла Фарж, а также художники-витражисты Уильям Моррис и Эдвард Берн-Джонс.  В 1877 году реконструкция церкви была завершена. Здесь Брукс проповедовал, став впоследствии епископом штата Массачусетс. 
В 1886 году он отказался от выборов на пост помощника епископа Пенсильвании, одновременно был проповедником в Гарвардском университете. 30 апреля 1891 года Филлипс Брукс был избран шестым епископом Массачусетса.
Умер неженатым 23 января 1893 года в Бостоне, штат Массачусетс. Его смерть стала одним из основных событий в истории Бостона. Был похоронен на кладбище Mount Auburn Cemetery в Кембридже, Массачусетс. Епископальная церковь ежегодно поминает Филлипса Брукса 23 января, в годовщину его смерти.
В 1910 году Брукс был избран в Зал славы великих американцев, где ему установлен бюст работы американского скульптора Даниэля Френча.
Интересно, что Филлипс Брукс является автором слов известной и популярной рождественской песни «О, малый город Вифлеем!», написанных им спустя три года после посещения Вифлеема в 1865 году. Музыку сочинил его органист Льюис Реднер.